# FirstEnergy
FirstEnergy Corp (NYSE: FE) er et amerikansk elselskab med hovedkvarter i Akron, Ohio. Det blev etableret i 1997 ved en fusion mellem Ohio Edison og Centerior Energy. De producerer og leverer elektricitet til 6 mio. kunder i Ohio, Pennsylvania, West Virginia, Virginia, Maryland, New Jersey og New York.